# Boyce (Luizjana)
Boyce – miasto w Stanach Zjednoczonych, w stanie Luizjana, w parafii Rapides.